# Pleito de los naturales
El conocido por la historiografía canaria como Pleito de los naturales hace referencia a un conflicto surgido entre finales del siglo XVI y principios del XVII, entre los aborígenes guanches, el cabildo de Tenerife y la orden de Predicadores de la Iglesia católica por el poder de custodiar la imagen de la Virgen de Candelaria durante las procesiones.

## Historia

### Contexto
Según la tradición popular, la imagen de la Virgen de Candelaria, fue hallada en la isla de Tenerife a la orilla del mar por dos pastores guanches en algún momento entre comienzos y mediados del siglo XV. Se trataba de una pequeña imagen medieval, de factura gótica, con una candela verde en una mano y una pequeña imagen del Niño Jesús en la otra. A partir de aquí, la talla de madera fue custodiada en la cueva de Chinguaro en el menceyato de Güímar. En 1446, 50 años antes de completarse la conquista de la isla, la imagen de la Virgen María fue trasladada por los propios aborígenes a la cueva de Achbinico en la actual localidad de Candelaria. Después de que los castellanos conquistaran la isla, se construyó un altar en la cueva, y se estableció este paraje como su lugar de culto definitivo. Durante la misa de la Fiesta de la Presentación del Señor, el 2 de febrero de 1497, ante el Adelantado de Canarias don Alonso Fernández de Lugo, fueron bautizados un gran número de guanches. 

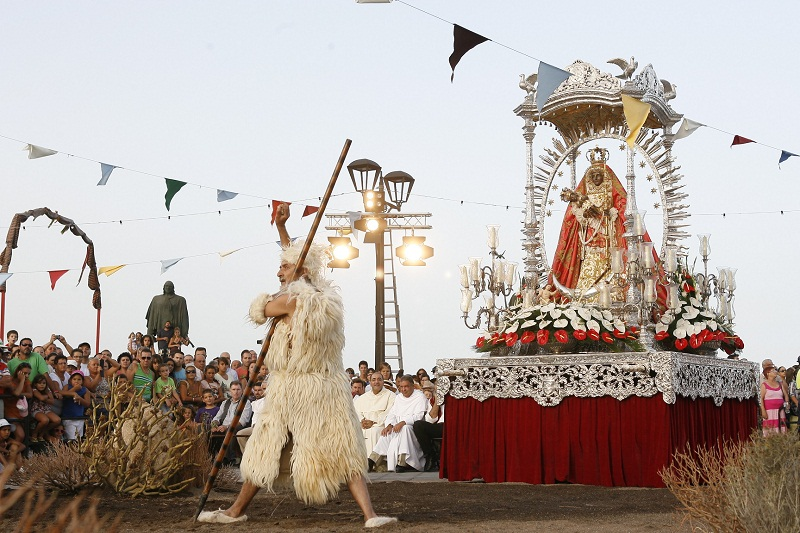
Actual representación del hallazgo de la imagen de la Virgen por los guanches. Este acto muestra el estrecho vínculo entre esta devoción mariana y la cultura aborigen del archipiélago canario

Desde el hallazgo de la imagen, los guanches la tomaron en custodia como bien propio. Ellos eran los responsables de cargar la talla en las procesiones y habían formado una cofradía en torno a su culto. En 1542 la imagen de la Virgen de Candelaria y la capilla fueron puestas al cuidado de la orden de Predicadores (dominicos) por el papa Paulo III. Con el permiso de la reina Juana de Castilla se construyó un convento en el que se podía alojar a algunos de los ya numerosos peregrinos.
La devoción a esta advocación mariana comenzó a alcanzar una inusitada popularidad, no solo en la isla de Tenerife, sino también en el resto del archipiélago canario. Al punto, que el rey Felipe II se declara patrón de la imagen en 1596, adquiriendo también el santuario cargos de realeza. El 26 de marzo de 1599, el papa Clemente VIII declaró a la Virgen de Candelaria patrona de todo el archipiélago canario, título que sería ratificado por el papado en siglos posteriores.

### Primer conflicto
Dicho pleito aparece reflejado en un legajo que se encuentra en el Fondo de Ossuna del archivo municipal de San Cristóbal de La Laguna (Tenerife). Estos incidentes acontecieron principalmente en los años 1587 y 1601, aunque se repetiría en el futuro en numerosas ocasiones, hasta la primera mitad del siglo XVIII.
Durante la festividad de la Virgen, el 2 de febrero de 1587 se presentaron en la procesión de la imagen mariana don Cristóbal Trujillo de la Coba y don Gaspar Yanes, ambos regidores del cabildo de Tenerife, y con vara de justicia en las manos intentaron por la fuerza quitar a los guanches las andas que portaban a la imagen, y en su lugar ser ellos mismos quienes condujeran la talla.
En el folio 51 del Fondo de Ossuna referente a este hecho, se cita:

"y porque los dichos Naturales con modestia e mansedumbre decían e requerían al dicho Trujillo de La Coba que no les quitase de su posesión e que aquello les pertenecía por ser Naturales, el dicho Trujillo y los demás les afrentaron delante de la dicha imagen llamándoles de bellacos e majaderos e pícaros y en son de quererlos afrentar les decían que eran unos guanches de baja suerte."

Se formó un gran alboroto y la gente que presenciaba la celebración se amotinó en contra de los regidores y la procesión tuvo que suspenderse. Varios guanches o naturales como son llamados en los legajos, presentan una demanda en contra de los mencionados regidores ante la real audiencia de Canarias en Las Palmas. La real audiencia admite la querella y dictó sentencia favorable a los naturales el 7 de diciembre de 1587, reconociéndoles su derecho legítimo a portar la talla mariana.

### Segundo conflicto

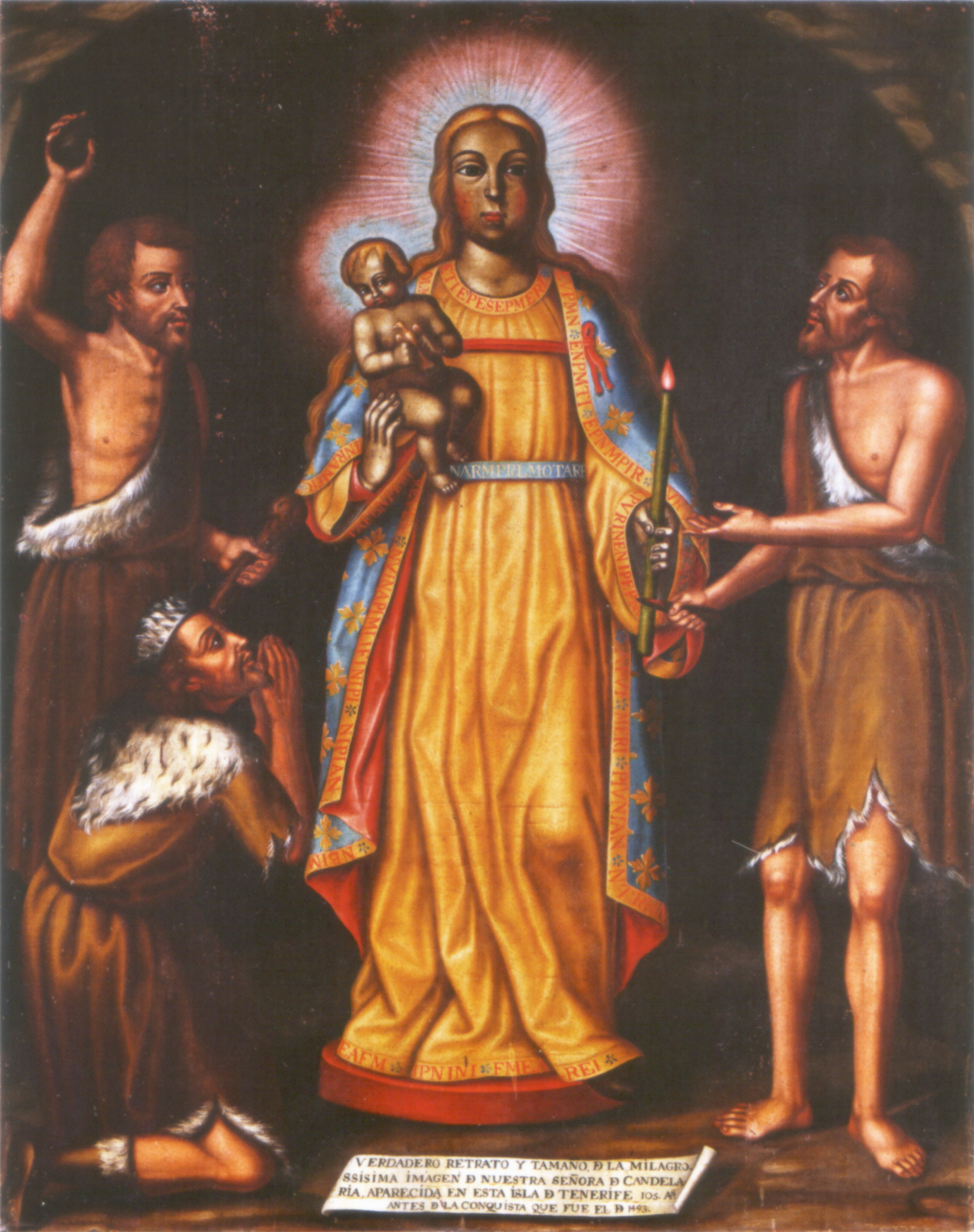
Cuadro del que representa a la Virgen de Candelaria siendo custodiada por los guanches que siempre fueron los custodios de la santa imagen

Transcurren varios años de aparente calma, hasta el año 1601. En esta ocasión son los frailes predicadores o dominicos ―custodios del santuario―, los que advierten a los aborígenes que el día 2 de febrero deben de dejar que los regidores del cabildo trasladen la imagen desde el altar hasta la puerta principal, pues si no lo consentían, serían exclusivamente los propios frailes quienes la portarían durante toda la procesión.

"porque los dichos Naturales son meros legos y no tienen que tratar en las cosas espirituales y que están dedicadas por los religiosos y sacerdotes, como nosotros somos (…) y porque la dicha santa imagen es reliquia y don del cielo que está dedicada a los religiosos y sacerdotes y siendo esto así como es, como a tales se nos dio, y pues se nos ha concedido lo mayor, se nos concede los menos, que es el sacarla a nuestra disposición."

Juan Marrero, quién es descrito en las fuentes como "guanche, vecino de Candelaria", fue el representante de los naturales de toda la isla en este nuevo pleito. Nombra procurador a Jerónimo Agnese, el cual presenta querella contra los frailes ante la real audiencia de Canarias, amparándose en la anterior sentencia ocurrida 14 años antes, en 1587. 
Este nuevo atrevimiento por parte de los naturales fue acogido de mala gana por el cabildo de la isla. Como acto de represalia se tocaba la alarma en numerosas ocasiones seguidas para obligar a los vecinos de Candelaria a acudir a la defensa del puerto de Santa Cruz de Tenerife pese a que no hubiera ningún ataque, todo ello con ánimo de molestar y fastidiar a los candelarieros.
El conflicto tomó su fin sorpresivamente, mediante un escrito el 19 de septiembre de 1602 en la que la orden dominica se manifiesta conforme a concederles el derecho de cargar las andas de la imagen en las procesiones.
Posteriormente dichas desavenencias volverían a surgir, aunque con menos trascendencia social que las de 1587 y 1601.